# Білосніжний (заказник)
Білосні́жний — ботанічний заказник місцевого значення в Черкаському районі Черкаської області.

## Опис
Розташований в кв. 17, вид. 2, 11 Креселецького лісництва Кам'янського ДЛГ. Створений рішенням Черкаської обласної ради від 08.04.2000 р. № 15-4.
У насадженні дуба, липи, клена та граба, зростають медунка темна, осока волосиста, ряст порожнистий, проліски дволисті та інші неморальні та рудеральні види. Створений з метою охорони підсніжника, цибулі ведмежої та тюльпана дібровного, що зростають в заказнику. Тривалий час вважали, що у заказнику зростає підсніжник білосніжний. Проте дослідженнями ботаніків Черкаського національного університету ім. Б. Хмельницького та Інституту ботаніки імені М. Г. Холодного НАН України було встановлено, що це підсніжник складчастий, найближчими місцями зростання якого є Крим. Таким чином, у заказнику охороняється локалітет острівної материкової популяції цього рідкісного виду.

## Охорона
З ініціативи працівників Національного історико-культурного заповідника «Чигирин» з початку 2000-х років щороку, під час квітування підсніжника складчастого, здійснюється його охорона. Основними учасниками цієї акції є студенти Черкаського національного університету ім. Б. Хмельницького.

## Галерея

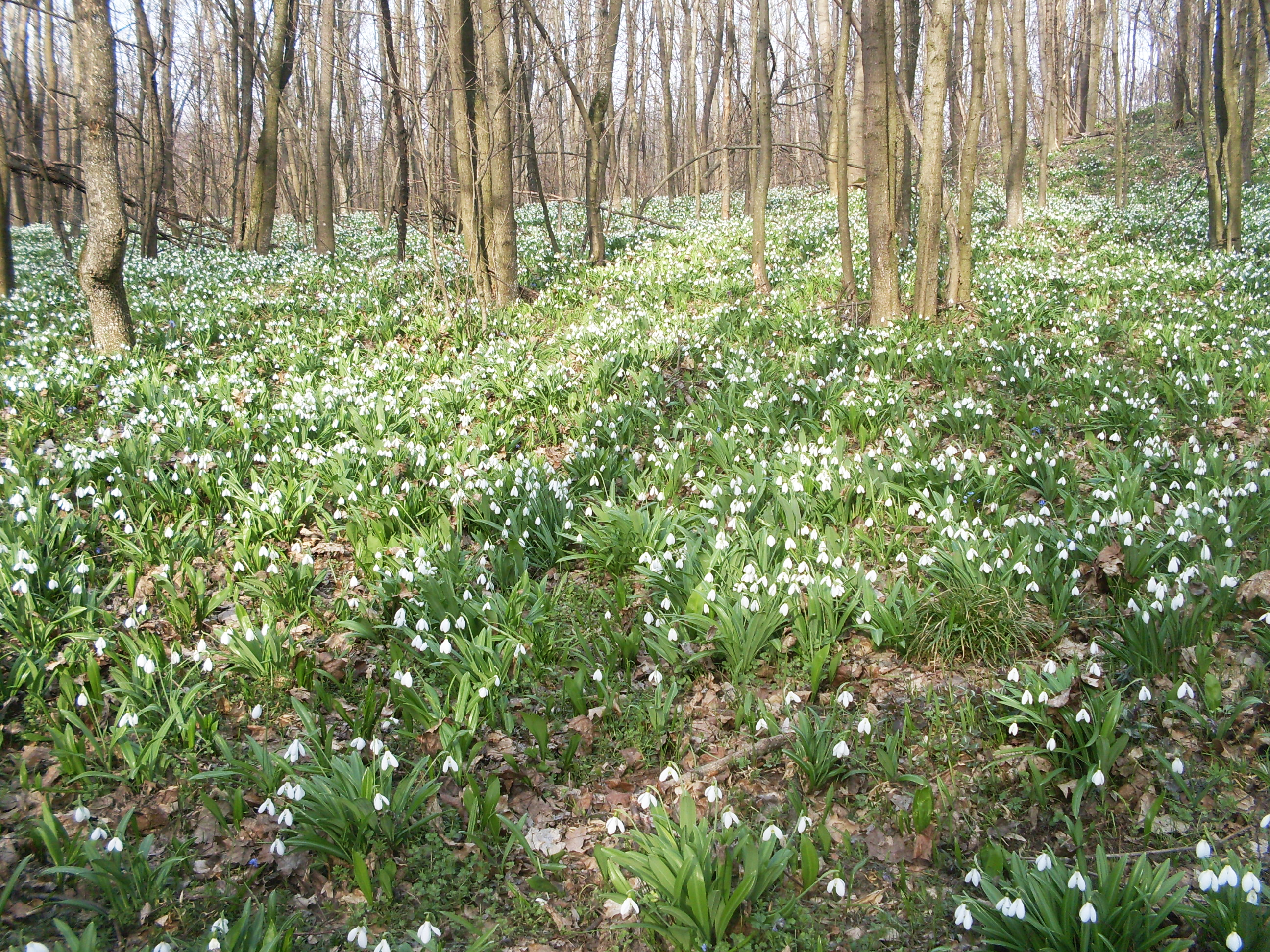
У заказнику
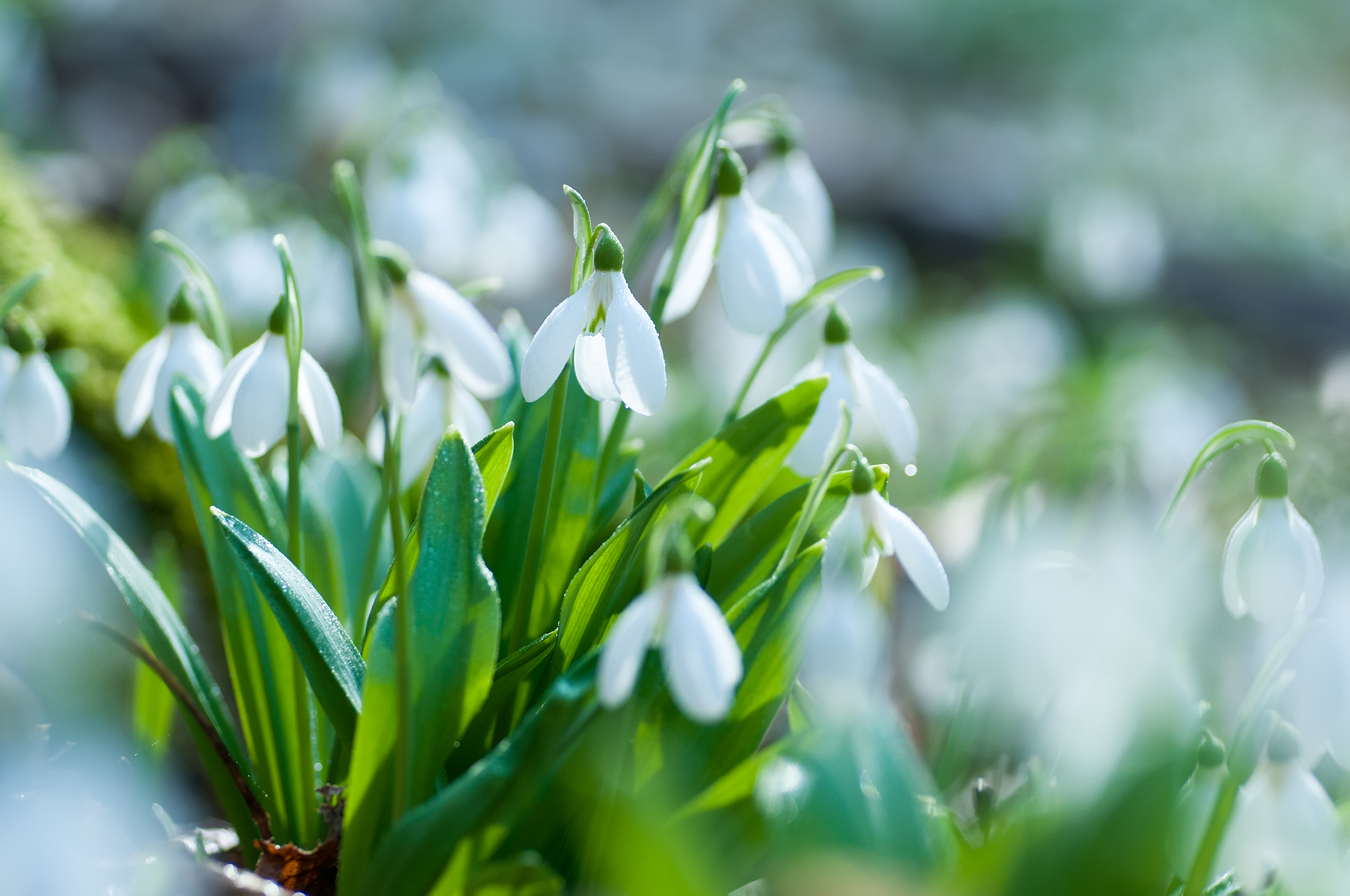
Підсніжник складчастий
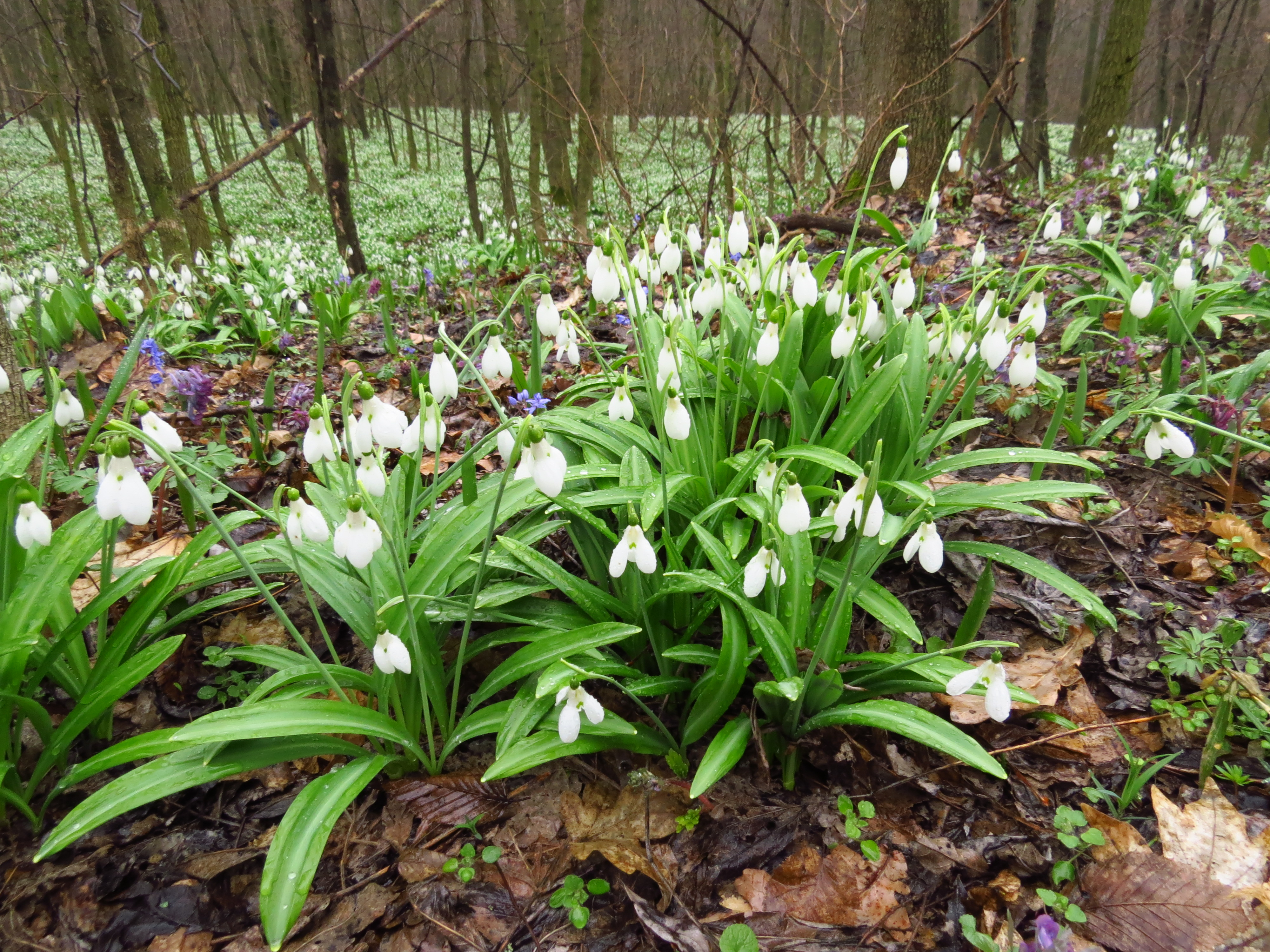
Квітучі підсніжники
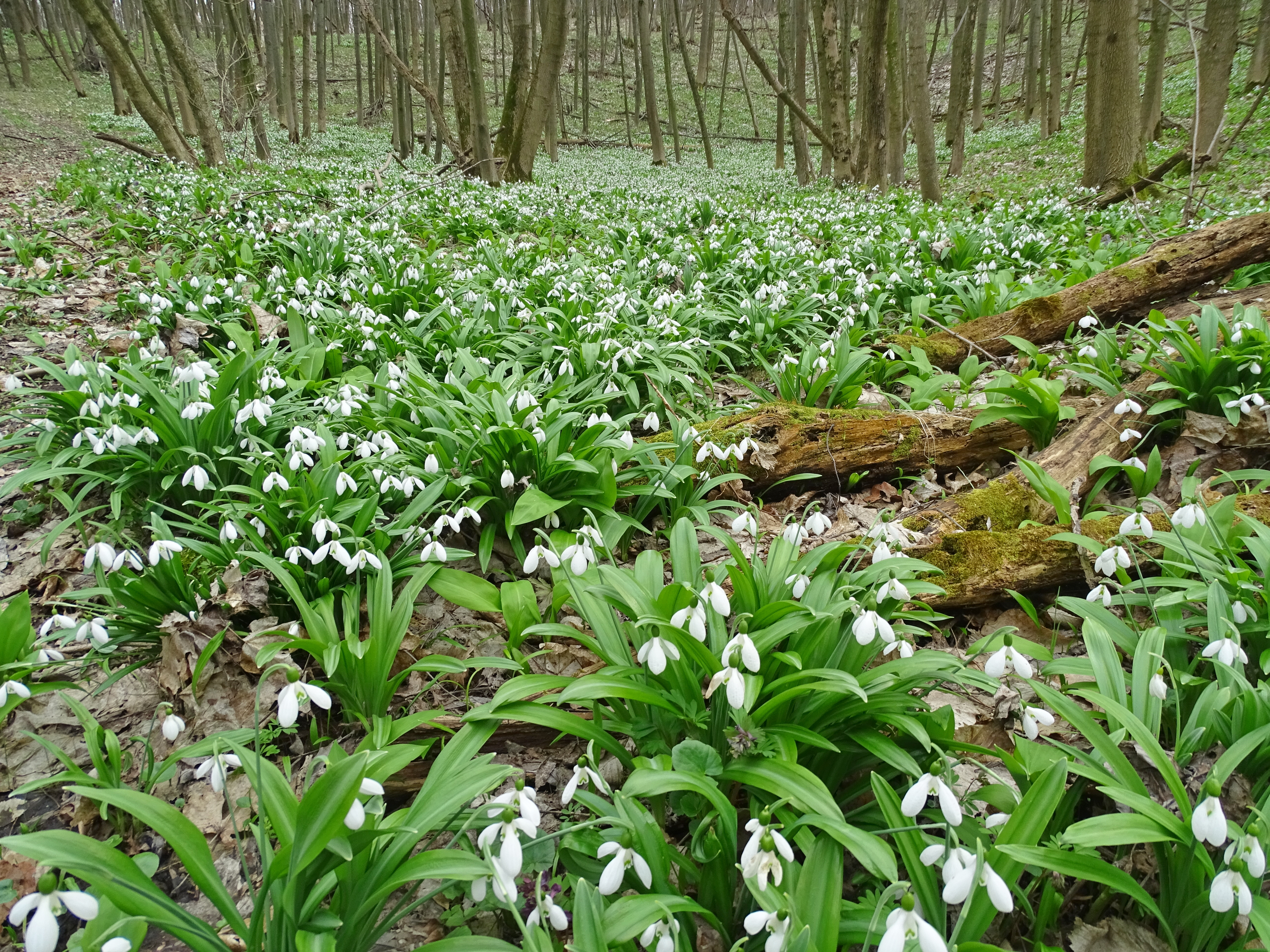
У заказнику